# 池田尚治
池田 尚治（いけだ しょうじ、1937年2月 - ）は、日本の土木工学者。専門は、コンクリート工学、プレストレストコンクリート、鋼・コンクリート複合構造、耐震設計。
横浜国立大学 名誉教授。株式会社複合研究機構代表取締役、中日本高速技術マーケティング株式会社 特別顧問、高耐久PC構造物研究所所長を務める。

## 略歴
1937年、父：池田忠治、母：磯子の長男として東京で生まれる。池田忠治は、池田建築設計事務所代表を務め、東京駅八重洲口に在った鉄鋼ビルなどを設計した人物。磯子は、帝国海軍軍楽隊隊長の横枕文四郎の次女。
東京の新宿で育ち、戦時下における小学1年生のときに神奈川県の片瀬に移った後、戦禍を避け山形に疎開し、終戦を迎えた。終戦3年後に東京に戻り、中学と高校は、伝統ある日本学園（昭和天皇の幼少時の教育を担当した杉浦重剛が1885年に東京英語学校として創立し、1892年に日本中学校に改名）に学んだ。
- 1960年3月：東京大学工学部土木工学科卒業
- 1962年3月：東京大学大学院修了

東京大学時代、國分正胤教授より、コンクリート工学の薫陶を受ける。
- 1963年：コロンビア大学修了(Master of Science)
- 1974年：工学博士（東京大学）
- 1962 - 1971年：首都高速道路公団

首都高速道路公団在籍時に設計や施工に関与した主な構造物に、4号線赤坂見附高架橋、高速横羽線多摩川橋、横羽線の東神奈川付近の高架橋がある。
- 1971 - 1974年：東京都立大学 講師
- 1974 - 1979年：東京都立大学 助教授

1978年4月、横浜国立大学工学部に土木工学科が新設されるにあたり、創設時の陣容として招聘された。
- 1979 - 2002年：横浜国立大学 教授
- 2002年 - 横浜国立大学 名誉教授
- 2003年 - 東京地方裁判所 民事調停委員
- 2004年 - 東京地方裁判所 専門委員
- 2004年 - 株式会社複合研究機構 代表取締役

## 受賞歴
- 1977年度 土木学会 吉田賞 「コンクリート強度即時判定方法に関する研究（総合題目）」[1][2][3]
- 1990年度 プレストレストコンクリート技術協会賞（論文部門）「ボンドコントロールPCげたの曲げ挙動とJISげたへの適用」[4][5]
- 1991年度 土木学会 吉田賞(論文部門) “Response of Reinforced Concrete Columns Subjected to Earthquake Force with Relation to the Evaluation in Seismic Design”[6]
- 1992年度 日本コンクリート工学協会賞（論文賞）「鉄筋比の小さい鉄筋コンクリートはりの曲げ挙動に関する研究」[7][8]
- 1993年 ノルウェーコンクリート協会賞
- 1993年 FIP メダル
- 1993年度 土木学会 吉田賞(論文部門) 「地震による鉄筋コンクリート柱の動的応答に関する映像シミュレーション」[9]
- 1997年度 プレストレストコンクリート技術協会賞（論文部門）「プレキャストセグメントはりの曲げせん断特性に関する実験的研究」[10]
- 1998年度 プレストレストコンクリート技術協会賞（論文部門）「プレストレストコンクリート橋脚の耐震性に関する研究」[11]
- 2000年度 土木学会 吉田賞(研究業績部門) コンクリート構造物の力学的性能の向上
- 2001年 日本圧接協会賞
- 2001年度 プレストレストコンクリート技術協会賞（論文部門）「PC鋼材の緊張レベルを考慮したPC橋脚の耐震性能と耐震設計に関する基礎的研究」[12]
- 2001年度 日本コンクリート工学協会賞（論文賞）「炭素繊維シートによる鉄筋コンクリート高橋脚の耐震性能に関する研究」[13][14]
- 2002年度 プレストレストコンクリート技術協会賞（論文部門）「（総合題目）吊床板構造を応用した新しいPC複合トラス橋に関する研究と実用化」[15][16]
- 2005年度 日本コンクリート工学協会賞（功績賞）
- 2012年度 土木学会 功績賞
- 2014年度 土木学会田中賞（研究業績部門）橋梁の耐震性向上および複合技術の開発

## 栄典
- 2017年春 瑞宝中綬章[17]

## 事績

### コンクリートの強度早期判定法の実用化
コンクリートの品質管理項目のひとつに圧縮強度試験がある。一般にコンクリートは打ち込んでから圧縮強度試験を行うのに、材齢28日を標準としている。
池田は、28日ではコンクリートの品質管理，検査に対しては結果が判明するまでに期間がかかりすぎ、試験結果を速やかに工事に反映することが困難と考え、早期判定法を考案し、実験を重ねた。ウェットスクリーニングしたモルタルに急結剤を入れて、70℃の高温養生を1時間程度行って圧縮強度を測定し、その結果から28日強度を判定する方法を生み出した。
その後、改良を加え、1.5時間の高温養生で変動係数が約10%の精度で28日強度をできるようにした。それらの成果を『土木学会論文集』に発表し、1977年度吉田賞を受賞した。この方法は、横浜ベイブリッジや上越新幹線高架橋の建設現場で使われた。さらなる試験方法の改良を行い、80℃50分養生にし、試験ツールを販売した。薬は使い切りの袋にし、型枠断面は、10cm2とされた。この試験方法は、中国の国家規格となり、『ACIジャーナル』にも投稿しているため世界中でフォローされている。また、我が国では、1994年3月に、池田が提案した40℃水中7日促進養生で強度判定を行う方法がJIS A1805として制定された。

### コンクリート工学年次講演会、コンクリート工学論文集、プレストレストコンクリートの発展に関するシンポジウムの創始
日本コンクリート工学会主催の現在、毎年行われているコンクリート工学年次大会（創始時はコンクリート工学年次講演会、第1回は1979年5月に開催）を立ち上げ、制度化した。コンクリート工学研究者の論文発表の機会を拡充させるために、コンクリート工学論文集の刊行を主導した。また、プレストレストコンクリート工学会で、1989年までは研究発表会という形式で行われていたものを、2日間の日程のシンポジウム形式で開催することを主導し、1990年に第一回プレストレストコンクリートの発展に関するシンポジウムを金沢で開催し、それ以降、毎年開催し、制度化に貢献した。

### コンクリートの許容せん断応力度の低減の立案

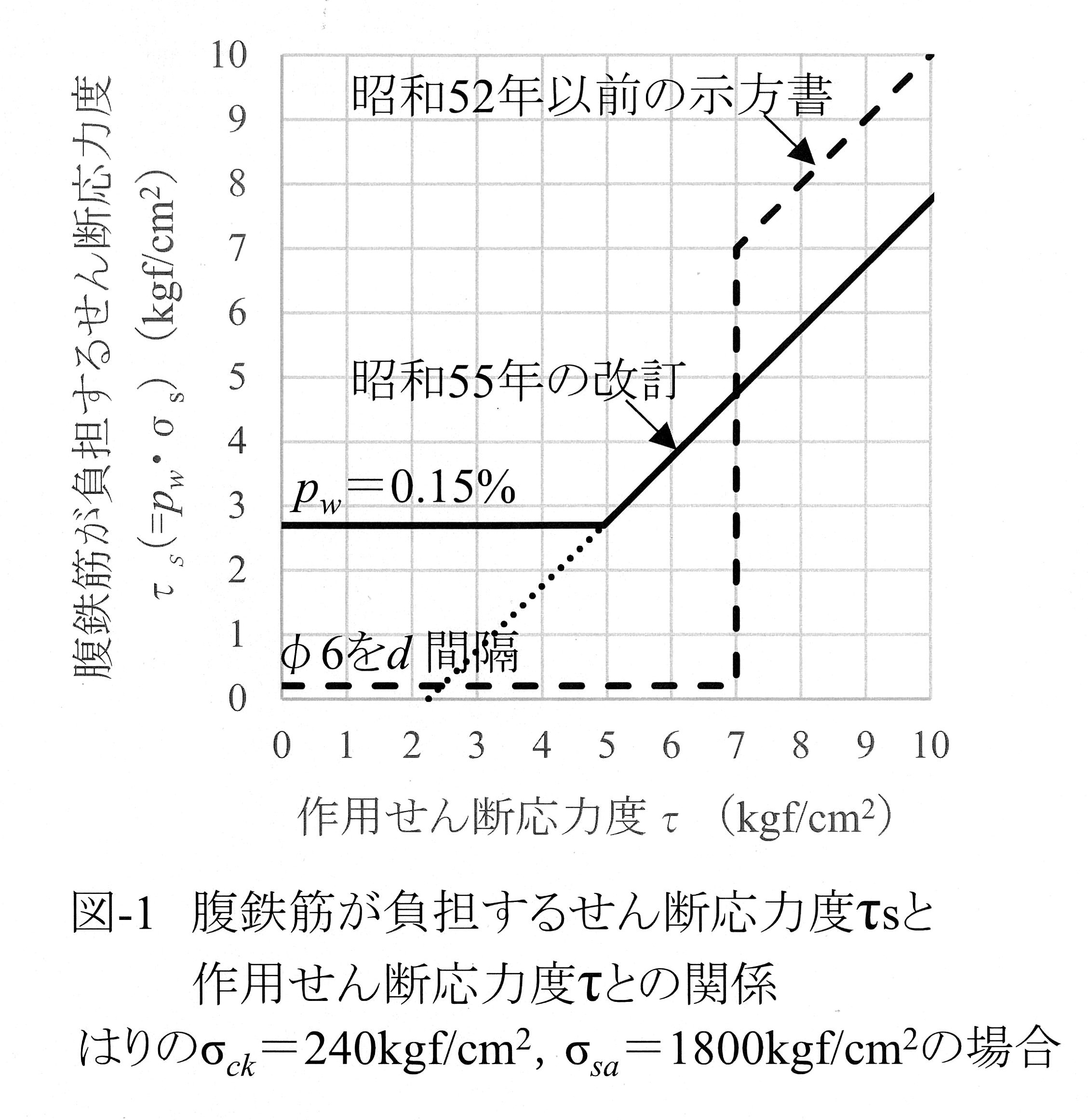

宮城県沖地震（1978年）等において、断面が大きく、せん断補強鉄筋がまばらにしか配置されてないコンクリート橋脚にせん断ひび割れが入り著しく損傷する事例が見られた。当時は、コンクリートのせん断応力度が許容値（7kgf/cm2:設計基準強度が240kgf/cm2の場合）以内であれば、特にせん断補強鉄筋の計算をしなくてよく、最小鉄筋量を配置すればよかった（図-1の昭和52以前のコンクリート標準示方書の破線）ためである。なお、地震力に対して許容値は1.5倍の10.5kgf/cm2とされていた。しかし、いったんその許容値を超えると、せん断力に対して全て、トラス機構を考慮したせん断補強鉄筋で負担させなければならなくなる。そのため、設計者は断面を大きくしコンクリートのせん断応力度を下げ、許容値ぎりぎりでせん断補強鉄筋を配置しないですむ断面となるように設計した。当時は、それが経済設計と考えられており、逆にそう行わなければ会計検査院に指摘される可能性があるという事情もあった。設計上の最適解が、結果において最悪解であり、地震被害でそのことが露呈した。
当時、材料の品質が年々向上し、コンクリート標準示方書におけるコンクリートの圧縮強度の設計用値も上昇しており、各種の許容応力度も引き上げるのが経済性の観点から当然と考えられていた面があった。そのため、許容せん断応力度を引き下げる必要性があることを認識していた研究者は、ほぼ皆無であった。そのなかで池田は、実験室で製作するコンクリート試験体は、寸法効果のため見かけのせん断強度が上昇する事実や、主筋に用いる丸鋼と異形棒鋼の付着の有無がもたらすせん断挙動の差異について知見を有しており、当時の許容せん断応力度の規定が、過ちに陥っていると考えるに至った。
そのため池田は、土木学会コンクリート標準示方書の小改訂委員会（委員長：國分正胤）において、斜め引張鉄筋の計算をしない場合の許容せん断応力度を従来の値の61 - 67%に低減することと、それまでせん断補強筋の最小鉄筋としてφ6mmを断面の有効高さdの間隔で配置していたのを、最小鉄筋量を0.15%に上げることを提案した（図-1参照）。それが1980年（昭和55年）のコンクリート標準示方書に採択され、それ以降の示方書に受け継がれた。なお、この概念で設計された土木構造物は、1995年の阪神・淡路大震災に際してもせん断破壊を免れることができたことは特筆される。
同委員会の委員であった岡村甫（東京大学名誉教授）は、後に「池田尚治が強く主張して行われた英断であった。」と評価している。

### コンクリート標準示方書における耐震設計法の整備
1986年、土木学会コンクリート標準示方書において、許容応力度法から限界状態設計法に移行するときに、第18分科会（耐震）の主査を務め、耐震設計法の整備に尽力した。池田は、我々生活者は巨大地震後も経済・社会活動を継続しなければならないことを踏まえ、「地震時の安全性」と「地震後の性能」の両方が確保されるべきとし、地震後を含む時間軸で構造物が保有すべき性能を考える必要があると主張した。これにより、1986年コンクリート標準示方書 9章「耐震に関する検討」の初めの条文は「構造物の耐震設計は、地震時の安全性および地震後に要求される構造物の供用性能に基づいて行うのを原則とする。」となった。
また、構造物の重要度に応じて変形性能を与えるフレームを構築した。世界でも初めての性能型設計であった。求める性能が決まると、次に具体的な計算方法はどうすればよいかという話に移る。そうなると靭性の問題になるため、重要な構造物に対しては変形性能を大きく与えることになった。変形性能の数値の設定に際しては、エネルギー一定則の有効な活用を提唱した。

### 合成構造・複合構造の普及の推進
土木学会構造工学委員会に鋼・コンクリート合成構造小委員会が、1978年7月に設けられ、委員長は、阿部英彦（当時：宇都宮大学教授）が務め、池田は、1985年10月、委員長を引き継いだ。当時、歴史の浅かった合成構造は、鋼構造の関係者とコンクリート構造の関係者が各々のアプローチにより合成構造物の研究、設計を行っており、共通の基盤がなかった。そこで、小委員会では、共通にできる部分は、なるべく共通にすることが合理的であると考え、設計ガイドラインを作成した。成果は1989年、土木学会 構造工学シリーズ3「鋼・コンクリート合成構造の設計ガイドライン」として発刊された。
また、その後、波形鋼板ウェブ橋の構造特性の研究や、中日本高速道路（株）が建設するプレストレストコンクリート（PC）複合トラス橋の猿田川橋・巴川橋（2006年1月竣工）の技術検討委員会の委員長を務めるなど、我が国に複合構造橋梁が実用化・普及される初期において、先導を果たした。一方、低桁高の複合橋梁の設計を可能としたプレビーム工法（プレビーム振興会）およびSPC工法（KTB協会）に関して、それぞれの設計施工の基準を委員長として定め、それらの発展と普及に貢献した。

### 国際単位系への移行の推進
土木学会は、単位系を国際標準に則って国際単位系に移行する検討を、1990年頃に行っていた。委員会の議論の場では、権威ある複数の学識者が反対の立場で強く意見を訴えた。理事会にも反対の意見を主張する理事がいた。
一方、学識者のなかには、賛成意見を述べる者もいた。そのなかのひとりとして、理事を務めていた池田は、振動などの動的現象を表現するには、従来の重力単位系では誤りが生じやすい事実を指摘し、国際単位系への移行に賛成する意見を述べた。そのとき、著名な応用力学の教科書に記載されていた計算例で、重力加速度の取り扱いが間違っていたため、解答が30倍誤っていた結果を根拠として説明がなされた。
理事会では、この池田の説明が受け入れられ賛成の決断がなされ、土木学会における国際単位系への移行が採択された。国際単位系に統一したおかげで、その後の土木分野における学術・科学の発展が、妨げられることなく円滑に進んだことが広く認知されている。

### 準動的載荷を用いた柱の地震応答実験
準動的載荷を用いた鉄筋コンクリート柱の地震応答実験およびその映像化の研究を行った。振動台による実験を行うことなく、擬似動的、仮動的に載荷し、構造物の地震時の応答挙動を視覚上において時刻に忠実に生起させ、動的な映像シミュレーションを得るものであり、ビデオによる映像記録化のシステムを組み入れる方法を山口隆裕（当時：横浜国立大学 工学部建設学科 助手）と共に開発した。その成果は、『土木学会論文集』に発表し、土木学会吉田賞を受賞した。

### 1993年FIP京都シンポジウム、2002年第1回fibコングレスの開催
国際プレストレストコンクリート連合FIPにおいて、FIP委員であった池田らが中心になって、我が国にシンポジウムを招致し、1993年に京都で開催した。また、FIPとCEB（ヨーロッパ国際コンクリート委員会）が1998年に合体して誕生したfib（国際構造コンクリート連合）の、初めてのコングレスを、同じく池田らが中心となって、2002年に大阪での開催を実現した。そのコングレスの組織委員長を池田が務めた。

### 鉛直プレストレスを与えた柱の耐震設計の開発と研究
従来、鉄筋コンクリート橋脚は、上部構造を支える部材につき、圧縮力が死荷重として作用しているため、プレストレスを与えてさらに圧縮力を増すという発想は、されてこなかった。また、鉄筋コンクリート柱の正負交番載荷試験を行うと、紡錘型の履歴を示し、エネルギー吸収されることが知られており、エネルギー吸収の小さいPC部材は、その点でも不利と考えられていた。
しかし、池田は、PC部材の優れた復元性能に着目し、それまで主に、重力への対処として桁や梁等、水平部材に適用されていたプレストレスを、鉛直部材にも充分活用できるはずと考えた。そこで鉛直方向にプレストレスを与えたPC橋脚の力学的性能を検証すべく実験を行い、その優れた性能を確認した。その優位性の公知を図るべく、プレストレストコンクリート工学会（当時：プレストレストコンクリート技術協会）では、「橋脚PC構造研究委員会（委員長：池田）」を設けた。民間のゼネコン、PC工事専門業者が共同研究者として名を連ね、実験を重ね、PC橋脚は、地震後の残留変位が少なく、供用性に優れ、RC橋脚にない耐震性能を有していることを検証した。委員会による検討成果として、「プレストレスト橋脚の耐震設計ガイドライン」を1999年に公表した。
1995年の阪神・淡路大震災以降、我が国では重力加速度に匹敵、あるいはそれ以上の加速度が構造物に地震力として水平方向に作用したことが計測され、池田はプレストレス力を鉛直方向に作用させることの意義と必要性を強く認識し研究を重ね、プレストレスによる非線形弾性特性についての無次元の定式化を行ってPC構造の耐震設計への適用に関し、黒沢亮平（PC圧着関節工法の提唱者）と連名で研究報告として発表した。
橋脚の鉛直方向にPC鋼材を配置し、プレストレスを与える構造を、池田がフランスの構造技術者Dr. Michel Virlogeux（fibの初代President）に紹介したところ、Virlogeuxは、自身の設計するMillau高架橋の橋脚に採用した。

### プレテンションウェブ橋の研究と開発

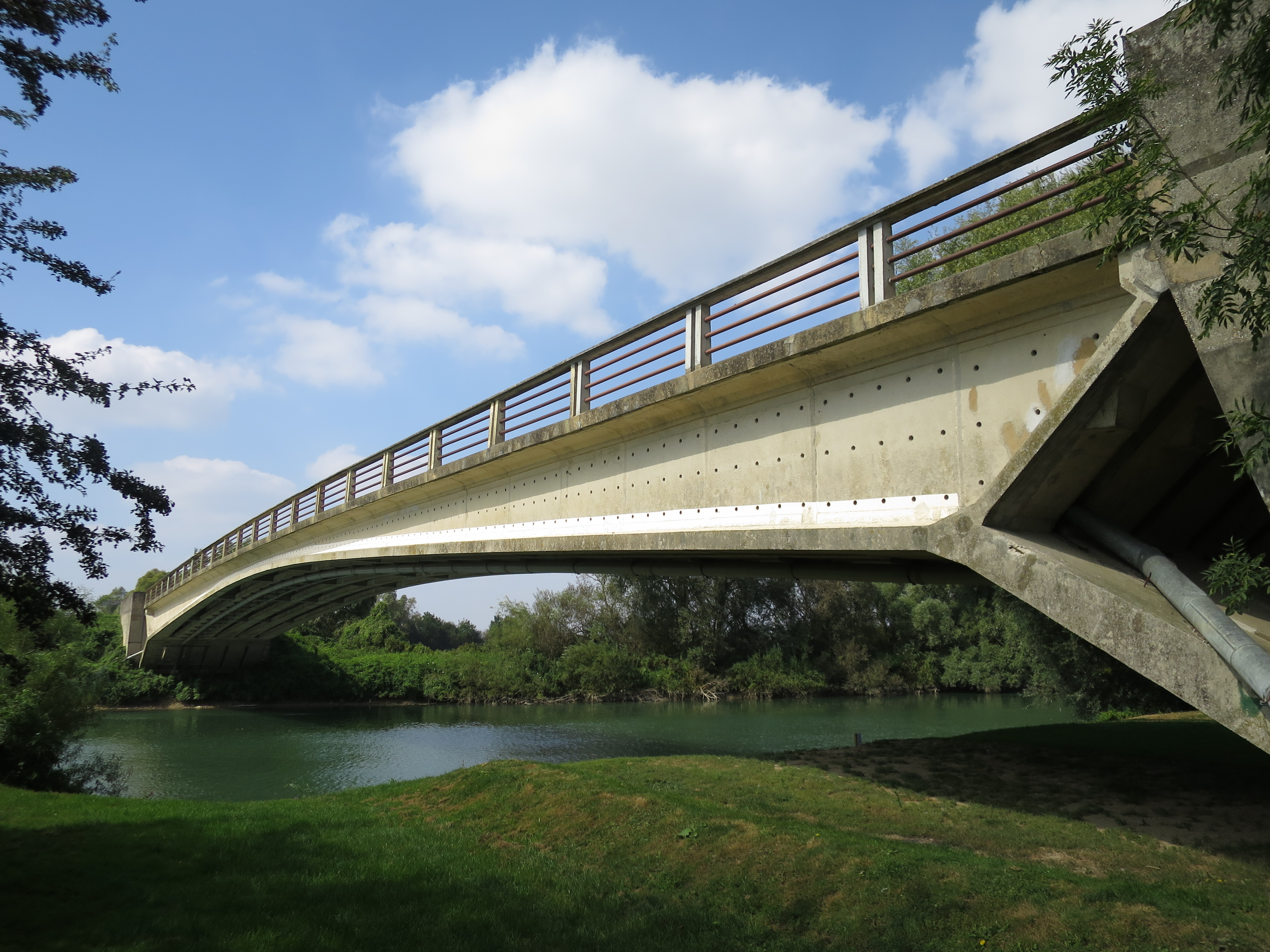
トリルバルドー橋（マルヌ5橋の1橋）

海外には、プレテンションウェブ橋として、マルヌ5橋（フランス、架設年：1947 - 1951年）、ブロトンヌ橋（フランス、1977年）の先例があり、プレテンションウェブではないが類似構造のプレキャストウェブ橋としてベッキオ橋（フランス領コルシカ島、1999年）もある。プレテンションウェブ橋は、上部構造の軽量化が図られ、現場施工が省力でき、経済性、耐久性に優れた橋梁形式である。池田は、この構造形式橋梁の我が国への導入にイニシアチブを取った。我が国での実現に向け、プレストレストコンクリート工学会（当時：プレストレストコンクリート技術協会）にプレテンションウェブ橋梁技術研究委員会が設けられた。池田は、この委員会の委員長を2000年 - 2003年に務めた。分科会主査は、二羽淳一郎（当時：東京工業大学教授）が務めた。技術研究および検討成果は、2003年11月、「プレテンションウェブ橋 設計施工ガイドライン（案）」として発刊された。
その後、我が国においてプレテンションウェブ橋として、中日本高速道路（株）の錐ヶ滝橋（架設年：2004 - 2007年）、中新田高架橋（2005 - 2008年）、中野高架橋（2008 - 2011年）が架設され、実績となった。我が国発祥の革新的なバタフライウェブ橋も、プレテンションウェブ橋と同範疇である。

### PCグラウトの規準の整備
イギリスでは、1985年にポストテンション方式PCプレキャストセグメント構造のYnys-y-Gwas（アネーサグァス）橋が、PCグラウトの充填不良を原因としてPC鋼材が破断し落橋したこと等を契機に、1992年から1996年までポストテンション方式PC橋の建設が禁止された。
我が国でも同様に既存構造物にPCグラウトの施工不良が指摘され、PC構造物の要と言えるPCグラウトの重要性があらてめて認識され、プレストレストコンクリート建設業協会がプレストレストレストコンクリート技術協会に委託し、2003年7月に「PCグラウト規準作成委員会」が発足した。委員会は、委員長に池田、幹事長に睦好宏史（埼玉大学教授）、委員に学識者、土木研究所、国土技術政策総合研究所、高速道路会社・機関、鉄道会社・機関、民間会社により構成した。この委員会の成果として、2005年12月に「PCグラウトの設計施工指針」（2012年12月に改訂版）が発刊された。
我が国では、その後もPCグラウト品質管理手法の整備、施工不良箇所を見出すための非破壊検査の新技術、再注入工法の汎用化等、PCグラウトに関する研究・開発が継続的に行われるようになった。

### 性能創造型設計の提唱
コンクリート構造物の設計において、単に性能を照査するのみの画一化された設計手法に留まらず、より発展させて、性能を創造することをコンセプトとする設計法を提唱した。創造性を駆使し、能動的に性能（performance）を捉えることにより、技術のブレークスルーが生まれる。
池田が中心となり、プレストレストコンクリート工学会から、世界に先駆けたこの設計思想を根本とした「コンクリート構造設計施工規準」が、2011年に発刊された。同書は、2019年10月に改訂版が発刊された。 

### 平成防災17条憲章案の策定
一般社団法人社会基盤技術評価支援機構・関東（略称ITESK）は、2011年東日本大震災の未曾有の津波被害、それに伴う原発事故を踏まえ、委員会を組織し、我が国のあるべき防災のあり方、行動規範を、憲章という形で明文化した「平成防災17条憲章案（ITESK案）」を起草し、発表した。
委員会構成を以下に示す。 
- 起草者：社会基盤技術評価支援機構・関東防災憲章起草委員会
- 委員長：池田尚治
- 委員：小田匡寛、谷本勝利、飛坂基夫、福手勤、藤野陽三、睦好宏史、山﨑淳、町田篤彦
- オブザーバー：山下寛
- 理事：小谷俊介、大即信明、二羽淳一郎、丸山久一、山口宏樹

憲章の構成は、聖徳太子の17条憲法を範とし、同じく17条とした。聖徳太子の憲法1条の「和をもって貴しとなす」と合致させて、日常と防災の調和を第1条にうたった。憲章案の目次を以下に示す。
- 序文
- 1条 調和
- 2条 自然への認識
- 3条 科学技術と教育
- 4条 組織化
- 5条 多重安全性
- 6条 予知と予測
- 7条 大局的判断
- 8条 過去の教訓
- 9条 災害の検証
- 10条 防災行為の認識
- 11条 長期的改革
- 12条 土地の特性
- 13条 防災と経済
- 14条 大震災以降の状況認識
- 15条 復興と新支援拠点造り
- 16条 大津波への緊急対処
- 17条 原子力発電への対応

聖徳太子の17条憲法の第17条には、「物事を独断で行ってはならない。必ず衆と論じ合うようにせよ。」とあり、平成防災17条憲章においても、その精神を重視している。そのため、国民の間に議論が高まることを期待し、時の経過により普遍的なものに改定することを目指している。

## 提唱

### 国際の場で用語「主観」「客観」を用いるときに注意すべきこと
明治時代の哲学者 西周 (啓蒙家)（にし あまね）は、”Science”を「科学」と妥当に造語した功績をもち、”Subjective”を「主観」、”Objective”を「客観」と訳した。
池田は、国際会議で確率論の大家である米国のA．H．S．Ang教授と会話したとき、「確率論はSubjectiveなものである」と聞かされ、日本語の概念と一致してないことに、はたと気付いた。
池田は、“Sub”は「従」の意味であり、「主」ではないことより、”Subjective”は「主観」と訳すのは適切でなく、概念としては「受観」、「受感」といったもので、また“Objective”は、「客観」ではなく、もともとの意味は「目標」、「意図」、「反対」といった意味であるので、むしろ「主観」に近い概念であり、これには「対観」との造語をあてることを提案している。
すなわち、英語と日本語とで、それらの概念が逆になっており、国際的な整合性に欠けていると指摘している。

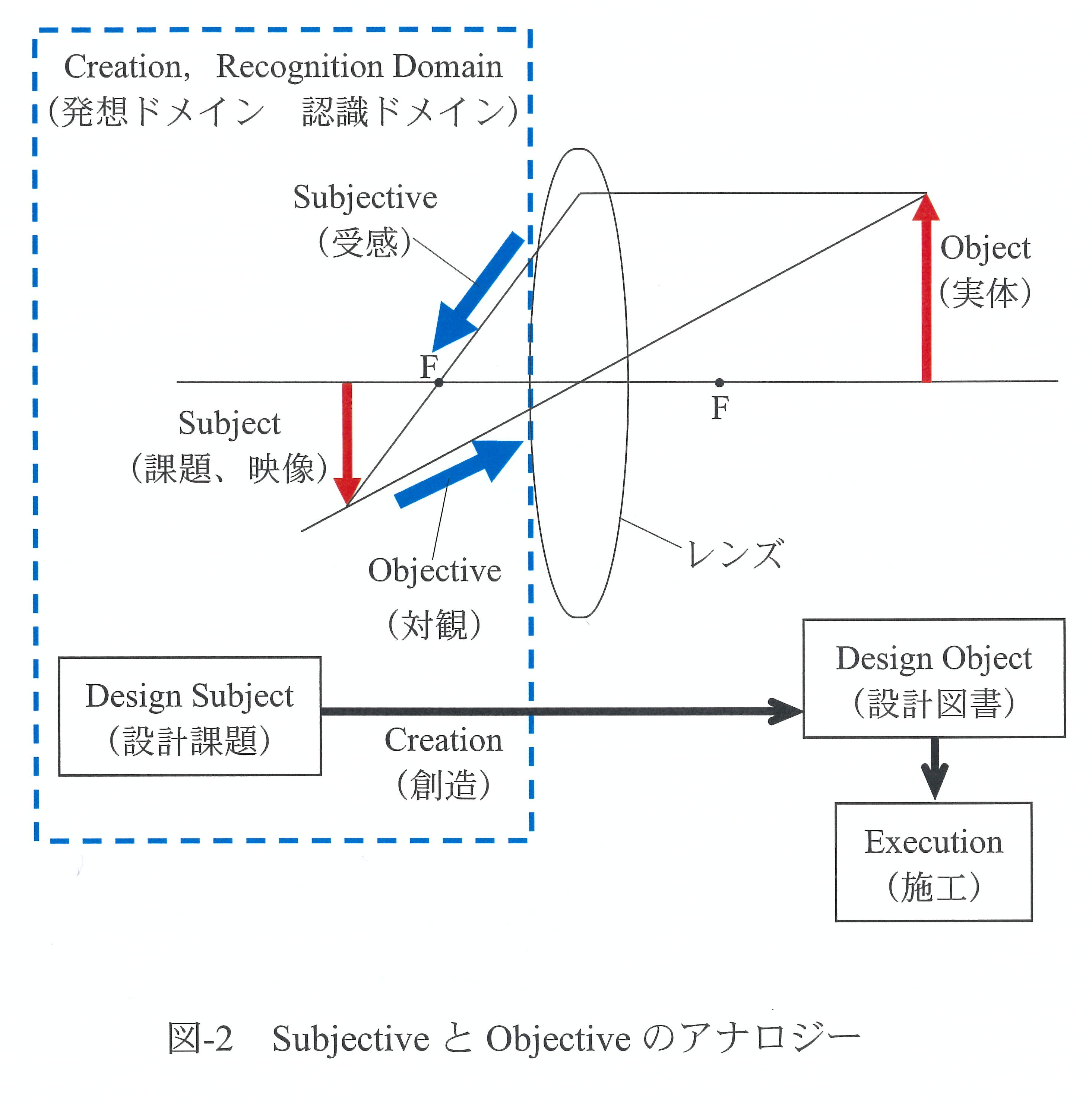

池田は、自身が提唱した「性能創造型設計法」について、設定された「課題（Subject）」を「設計成果物（Object）」に創造的に変換する行為であるとし、図-2により説明している。同図は、アナロジーとして”Subjective”と”Objective”とを人間の眼をレンズとして表現したものであり、外部の事象から受動的に映像が形成されてこれが課題（Subject）となって受感され、これを創造的な思考によって目的物（Object）を創り上げる行為として示している。

### ペットボトル携行のすすめ
今後、南海トラフ地震等、大津波を伴う地震の発生が予測されている。池田は、平成防災17条憲章の16条「大津波への緊急対処」において、大津波に襲われる可能性のある地域の住民に、ペットボトルを含む浮力用救命具の準備の励行を勧めている。2リットルの空のペットボトル2本あれば、人は浮く。特に頭部が浮くことが命を守る上で決定的に重要である。普段はペットボトル2本を潰して携行し、使用時に息を吹き込んで膨らませて肌着の中に入れて避難することを提唱している。

### 土木工学を市民工学とすることへの反対
池田は、土木工学は決して市民（Citizen）工学ではない、と提唱している。Civilは、軍事や聖職などと区別して一般の民間のことを表すような場合に使われることと、「〇〇工学」と呼ぶ場合、〇〇には研究、探求する対象あるいは課題を当てはめるのが一般的であるためである。土木学会が創立100周年を記念する行事として「土木工学を市民工学への回帰」という表現を使っていたが、適切でないと強調した。 ただし、市民の行動を研究するような場合であれば「市民工学」でよく、片田敏孝教授（研究当時：群馬大学、その後、東京大学）の釜石市での防災の取組みなどはまさに「市民工学」であり、社会に必要な貴重な取組みであると論じている。
このような指摘は、言語が人間の正しい認識や思考を促す最重要なツールであるとの考えに基づいている。

### 税率を上げずに消費税収を大幅に増やす施策の提案
池田は、アダム・スミスやケインズの経済学を日本語の訳文では著者の論理が理解できないとし、英文で読み、経済学を基本的に探究した。
我が国において企業は、売り上げ時に得た消費税を、自己が原材料を仕入れたときに支払った消費税分を差し引いて、税務署（国庫）に納めている。池田は、その方式を改め、差し引かずに、売り上げ時に得た消費税全額を国庫に納める方式を提案した。それによれば国の消費税収を、2.5倍以上に増やすことができると試算した。この方式は、税率を上げずに消費税収を大幅に増大できる施策であり、消費者の購買意欲を削ぐこともなく、景気の低迷を招くこともないと思われると言及している。
ただし、企業には従来より税負担が増えるため、法人税を適切に軽減することが必要になろうと述べ、企業が消費税を全額負担することは、物価の上昇をある程度招くことになるが、デフレを抑制すると考察している。
なお、英語の ”Consumption” は、「一緒に取り込む」ことであり、本来は将来に備える発展的意味合いを持つ用語であるにも関わらず、日本語では 「消費」と訳されており、決して「消える」という意味はもたないので、「賞費」、「償費」、「昇費」、「奨費」などの造語を池田は提案している。

### 土木学会誌の体裁に関する主張
土木学会誌は、縦書きの体裁を採っているが、池田は、土木学会員の情報誌が「縦書き」では熾烈な今後の文明的な国際競争のなかで会員が世界に遅れをとる恐れが大きいと危惧している。学会誌たる学術的な趣旨から鑑みるに、横書き体裁をとることが必須であると強く主張している。その理由として土木学会誌2023年6月号に論理的で詳細な提案文を発表した。

## 随想

### 枕草子の解釈と快眠への利用の提案
池田は、総会や祝賀会等、人が集まった場で演台に立って挨拶を求められたとき、以下の随想を披露している。

### 構造美における「美」の基本について
社会基盤を形成する構造物に関しては景観が話題になることが多い。景観や構造美を議論するに際しては「美」とは何かを認識することが重要であると池田は述べる。池田は構造美の基本である「美しさ」に関し、美しい、と判断するには食べ物を味わってから「おいしい」と判断するのと同様に時間が必要であり、対象物が対象者にとってフレンドリーであり、如何に造形が整っていても敵対的なものや不快なものは決して美しいと判断できないと認識した。また、建設工事などで真剣に作業している人々の姿に美しさを感じると述べている。

## 学会活動
土木学会、日本コンクリート工学会、プレストレストコンクリート工学会、日本鉄筋継手協会、fib に所属
- 1987 - 1988年度：土木学会評議員
- 1989 - 1991年：社団法人日本圧接協会（現：日本鉄筋継手協会） 会長
- 1992 - 1993年度：土木学会理事
- 1992年度：土木学会 関東支部 支部長
- 1993 - 1995年：社団法人プレストレストコンクリート技術協会 会長
- 1995年：土木学会フェロー
- 1997 - 1998年：FIP(国際プレストレストコンクリー ト連合)上席副会長
- 1998 - 2002年：第1回fib(国際構造コンクリート連合)コングレス2002大阪 組織委員長
- 1998 - 2000年：社団法人日本コンクリート工学協会 副会長
- 1998 - 2006年：fibプレシディアムメンバー、その後、fib life member

## 主な技術検討委員会等の活動
- 阪神高速道路神戸線応急対策検討委員会（1995年）委員長
- 日本道路公団新東名・新名神高速道路の各種橋梁の技術検討委員会委員長
- プレストレストコンクリート工学会 PC技術規準委員会 委員長
- プレストレストコンクリート工学会 更新用プレキャストPC床版 委員長
- 中日本高速道路東京支社 ハイウェイ技術懇談会 委員長
- 首都高速道路株式会社 構造技術に関する調査委員会 顧問
- 首都高速道路技術センター 点検技術者資格認定委員会 委員長
- 神奈川県生コンクリート品質管理監査会議議長
- ACRAC 再生骨材コンクリート委員会 委員長
- 首都高速道路技術センター 評議員
- 東京都道路整備保全公社 評議員

## 著書
- 『楽しく読める鉄筋コンクリートのはなし（コンクリート工学ブックス〈1〉）』（共著） 日本コンクリート工学協会 1980年
- 『新体系土木工学32 鉄筋コンクリートの力学』（共著）技報堂出版 1982年
- 『セメント・コンクリート化学とその応用』（共同編著） セメント協会 1987年
- 『コンクリート技術の展開』（共同編著） セメント協会 1989年
- 『実務者のためのコンクリート橋設計・計算例』（共同監修） 建設図書 1991年
- 『コンクリート工学演習』技報堂出版 1992年
- 『コンクリートの試験方法 上下巻』（共同編著） 技術書院 1993年
- 『PC構造の原点フレシネー』（翻訳監修） 建設図書 2000年